# Ask Ubuntu
Ask Ubuntu è un servizio web appartenente a Canonical Ltd. rivolto agli sviluppatori e agli utenti del sistema operativo Ubuntu.
Il sito ha la sua prima apparizione il 10 ottobre 2010, in contemporanea con il rilascio di Ubuntu 10.10. Dal 1º luglio 2013 il sito è disponibile anche in lingua italiana con il nome di "Chiedi Ubuntu".

## Utilizzo
Il sito consente agli utenti di rispondere e porre domande riguardanti il sistema Ubuntu. Gli utenti ricevono dei "punti reputazione" e talvolta dei "trofei" in base al proprio contributo alla comunità. Tramite i punti reputazione è possibile ricevere differenti poteri all'interno del sito: con 10 punti reputazione, ad esempio, è possibile lasciare voti positivi alle domande.
Tutti gli utenti possono modificare le domande e le risposte aggiungendo il testo desiderato, senza però modificare il testo originario. Gli utenti con 2000 o più punti reputazione hanno il privilegio di poter modificare direttamente domande e risposte.